# Danielle Mémoire
Danielle Mémoire est une écrivaine française née en 1947.
Elle est présidente du Centre international de poésie Marseille depuis 2020.

## Analyse de l'œuvre
L'œuvre de Danielle Mémoire peut être qualifiée de métafictionnelle et se caractérise par un recours à la mise en abyme. Elle revêt diverses formes littéraires qui s'entremêlent parfois : le dialogue (Le rendez-vous de la marquise), le journal, le théâtre (Une pièce écrite en collaboration, Laisser Baude buissonner), la lettre, l'index (Les Personnages, Les Auteurs).
Après ses quatre premiers livres, Danielle Mémoire publie en 1999 Modèle Réduit qui inaugure un projet littéraire qui se poursuit dans toutes ses autres publications.

### Autour du «Corpus»
« Ce que le Corpus se propose d'exhiber, ce dont il se propose d'être la manifestation, c'est le fait même de sa rédaction. »

— Danielle Mémoire, Les Enfances Corpus
Présent dans toute l'œuvre de Danielle Mémoire depuis 1999, le Corpus désigne une entité littéraire inconnue, inédite, inaccessible au lecteur, mais auquel les personnages se réfèrent et parfois l'écrivent. Le Corpus est rédigé soit par un auteur unique, soit par plusieurs auteurs, parfois membres d'un Cercle (dans certains cas il s'agit du Cercle de Littérature Appliquée). Le rapport entre l'auteur unique et le Cercle est parfois mis en abyme : le Cercle peut publier sous le pseudonyme d'un auteur unique qu'il invente, ou l'auteur unique créer les membres d'un Cercle au nom desquels il publie.
Guy Lelong résume de la façon suivante l'œuvre de Mémoire : « prendre pour sujet de l'écriture le projet d'un livre et l'intégrer à une fiction pour en feindre la rédaction qui n'a pas lieu. »

Aux livres réellement publiés par Danielle Mémoire sous son nom, s'ajoutent de nombreux livres imaginaires que le texte mentionne. Ces titres inventés sont parfois ceux de projets inaboutis. Ainsi, Un livre modèle a été celui auquel Danielle Mémoire a travaillé dans le but de n'écrire qu'un seul livre ; le premier ouvrage de la série, Modèle réduit, en présente des fragments.

« — Plus nombreux, pourtant, a dit Mme la marquise, les projets de livre desquels je me suis détournée
Que ceux que j'ai menés à bien
C'est même l'un de mes principes
Ou l'un du moins des principes de fonctionnement de ce que j'appelle Corpus. »

— Danielle Mémoire, Le Rendez-vous de la marquise
Les personnages présents dans les livres sont toujours les mêmes ; Archambaud Blot, Eulaly Cyméa, Ibrahim, Isham, Esclarmonde, le Marquis, Marie la grande, Marie la petite, Florent, etc. Ils sont présentés dans deux livres-index : Les Personnages et Les Auteurs.
La fiction se déroule dans des villes imaginaires dont les noms sont construits par des jeux de mots opérés à partir de noms de végétaux, notamment :
- Sainte-Ulmère, qui viens du nom latin de la Reine-des-prés, Filipendula ulmaria (anciennement appelée ulmaire) ;
- Brioine, déformation du nom latin Bryone ;
- Ravenelle, fait référence à mauvaise herbe du même nom ;
- Pommière, également orthographié Pommières, renvoie au pommier.

Dans ces villes se trouvent des châteaux où se déroule le plus souvent l'histoire. Ces toponymes imaginaires sont aussi réutilisés comme patronymes de certains personnages.

## Œuvres

### Romans
- Dans la tour, Paris, P.O.L, 1984, 285 p.  (ISBN 2-86744-015-7)[6]
- Trois capitaines, Paris, P.O.L, 1987, 284 p.  (ISBN 2-86744-098-X)
- Parmi d'autres, Paris, P.O.L, 1991, 509 p.  (ISBN 2-86744-202-8)
- Lecture publique suivie d'un débat, Paris, P.O.L, 1993, 189 p.  (ISBN 2-86744-389-X)
- Modèle réduit, Paris, P.O.L, 1999, 109 p.  (ISBN 2-86744-692-9)
- Bis repetita, Paris, P.O.L, 2000, 205 p.  (ISBN 2-86744-744-5)
- Les Personnages, Paris, P.O.L, 2000, 215 p.  (ISBN 2-86744-802-6)[7]
- Fautes que j'ai faites, Paris, P.O.L, 2001, 189 p.  (ISBN 2-86744-851-4)
- Le Printemps du corpus, Paris, P.O.L, 2001, 190 p.  (ISBN 2-86744-826-3)
- Les Enfances corpus, Paris, P.O.L, 2003, 206 p.  (ISBN 2-86744-946-4)
- Mes oncles : II, Paris, P.O.L, 2004, 184 p.  (ISBN 2-86744-994-4)
- Une pièce écrite en collaboration : théâtre, Paris, P.O.L, 2004, 93 p.  (ISBN 2-86744-995-2)
- Laissez Baude buissonner, Paris, P.O.L, 2005, 78 p.  (ISBN 2-84682-113-5)
- Prunus spinosa, Paris, P.O.L, 2006, 210 p.  (ISBN 2-84682-163-1)
- En attendant Esclarmonde, Paris, P.O.L, 2009, 153 p.  (ISBN 978-2-84682-310-4)
- Le Cabinet des rebuts, Paris, P.O.L, 2011, 178 p.  (ISBN 978-2-8180-1316-8)[8]
- Hiératiques debout, Paris, P.O.L, 2013, 256 p.  (ISBN 978-2-8180-1891-0)
- HIMOXY, Haute école d’art et de design, Genève, coll. « sortie papier », no 2, 2013, 16 p.  (ISBN 978-2-940510-05-4)[9]
- La Nouvelle Esclarmonde, Paris, P.O.L, 2014, 235 p.  (ISBN 978-2-8180-2165-1)
- Les Auteurs, Paris, P.O.L, 2014, 342 p.  (ISBN 978-2-8180-4395-0)[10]
- J’ai pas envie de faire ma page, Marseille, cipM, coll. « Le Refuge en Méditerranée », no 11, 2014, 44 p.  (ISBN 979-10-91991-12-4) [11]
- Le rendez-vous de la marquise, Paris, P.O.L, 2019, 140 p.  (ISBN 978-2-8180-4513-8)
- Blanche la nuit, Fol Mambo, 2019[9]
- Quelque membre de notre Cercle, Paris, P.O.L, 2021, 200 p.  (ISBN 978-2-8180-5234-1)
- Noms, prénoms, titres et sobriquets, Paris, P.O.L, 2024, 160 p. (ISBN 978-2-8180-5841-1)

### Textes parus en revue
- « Pour mieux connaître le cercle de Brioine », Action Poétique, no 160-161, 2000, p. 18-21[1].
- « Proposition circonstancielle de lieu, subordonnée à rien », Cahier critique de poésie (no 18), Dossier Bernard Collin, 2009, cipM,  p. 19-28.
- « L'improvisateur », Ligne 13, no 6, 2013, p. 5-12[1].
- « Le théâtre à Brioine », dans La tête et les cornes, no 2, Paris, 2015, z éditions[10].
- « Soit une semaine en tout », en ligne sur AOC, le 12 mai 2024.

#### Dans la collection «Le Cahier du Refuge»
Fascicules de la collection « Le Cahier du refuge » publiée par le cipM (ISSN 1148-652X) :
- no 186, janvier 2010, « [Le personnage du marquis] », p. 13-14 ;
- no 187, mars 2010, « Exorde », p. 17-18 ;
- no 215, octobre 2012, « Le théâtre à Brioine », p. 8 ;
- no 225, septembre 2013, « De cuir, de latex et de pain d'épices », p. 17-18 ;
- no 246, décembre 2015, « Et ainsi de suite », p. 11-12 ;
- no 247, janvier 2016, « [Il y aurait, c'est cela surtout, de la pensée] », p. 11.

### Traductions de l'anglais
- Danielle Mémoire (trad.), Paris introuvable (Paris out of the hand), New York ; Paris ; Londres, Éditions Abbeville, 1997, 160 p.  (ISBN 2-87946-127-8)

- Danielle Mémoire et Elizabeth Lennard (trad.), Objects lie on a table, Elizabeth Lennard, Trézélan, éditions Filigranes, 2000, 34 p. (ISBN 2-910682-86-2)

- Danielle Mémoire (trad.), Paris signes : Elizabeth Lennard, Lisa Liebermann (préf.), Trézélan, éditions Filigranes, 2001, 24 p.  (ISBN 2-910682-99-4)

### Film
- Edith Wharton : 1862-1937, Elizabeth Lennard (réal.) (aut.), Danielle Mémoire (aut.), Michaël Lonsdale (voix), coll. « Un siècle d'écrivains », 2010, 49 min. (BNF 42338672)